# Ednatol
Ednatol je žuti visoki eksploziv, koji sadrži oko 55% etilendinitramina (poznatog kao Haleit ili Eksploziv H) i 45% TNT-a po težini. Razvijen je u Sjedinjenim Državama oko 1935. i korišćen je kao zamena za Kompoziciju B u velikim bombama opšte namene i fragmentacionim bombama. Ima brzinu detonacije od približno 7.400 metara u sekundi. To je jednolična mešavina sa tačkom topljenja od 80 °C (176 °F). 
Ednatol se takođe koristio kao pentolit: u raketaма, granatama i visokoeksplozivnim protivtenkovskim granatama.  Ednatol je izliven na isti način kao amatol. Dobijeni eksploziv je bio stabilan, nehigroskopan i mogao je da se skladišti tokom dužeg perioda.
Ednatol nema civilne aplikacije. Razvila ga je američka vojska u Picatinni Arsenalu i isključivo namenjen je za vojnu upotrebu i bio je posebno popularan tokom Drugog svetskog rata.  To je sada zastareo eksploziv i stoga je malo verovatno da ćemo ga sresti, osim u zastareloj municiji i neeksplodiranim ubojnim sredstvima.